# Windhoek-West (Wahlkreis)
Windhoek-West (englisch Windhoek West Constituency) ist ein Wahlkreis der Region Khomas in Namibia. Kreisverwaltungssitz ist Windhoek. Zum Wahlkreis gehören die Windhoeker Stadtteile Academia, Cimbebasia, Hochland Park, Pionierspark, Rocky Crest, Windhoek-Nord sowie der namensgebende Stadtteil Windhoek-West. 
Die Fläche des Wahlkreises beträgt rund 208 Quadratkilometer, die Einwohnerzahl lag im Jahr 2023 bei knapp 60.000.

## Wahlen
| Wahl | Name                 | Partei | Stimmenanteil |
| ---- | -------------------- | ------ | ------------- |
| 1992 |                      |        |               |
| 1998 | Henk Mudge           | DTA    | 86,2 %        |
| 2004 | Sophia Shaningwa     | SWAPO  | 55,0 %        |
| 2010 | Shikwetepo Haindongo | SWAPO  | 59,4 %        |
| 2015 | György Trepper       | SWAPO  | 69,9 %        |
| 2020 | Emma Muteka          | SWAPO  | 31,8 %        |